# Движение за национална духовна мобилизация
Движението за национална духовна мобилизация (на японски: 国民精神総動員運動) е политическа организация, създадена в Японската империя според Закона за национална мобилизация, прокаран от министър-председателя Фумимаро Коное, чиято задача е да контролира гражданските организации.
През октомври 1937 г., представители на 74 националистически организации са събрани в резиденцията на министър-председателя и им е съобщено, че вече са част от „Централната лига на движението за духовна мобилизация“, оглавявана от адмирал Рьокицу Арима под общото ръководство на министерството на вътрешните работи и образованието. Целта на движението е да мобилизира нацията за тотална война срещу Китай в Китайско-японската война. Коное впоследствие заповядва на още 19 националистически организации да се присъединят. Това движение и други политики са част от „новия ред“, обявен на 3 ноември 1938 г. (национален празник, рожден ден на император Мейджи).
Освен призива за патриотизъм, движението за национална духовна мобилизация създава и програми за увеличаване на промишленото производството и подобряване на добивите в селското стопанство. Също така се създават и студентски бригади в служба на обществото. Този ход е част от по-мащабния план на правителството да се контролира потока на информация, започнал през 1936 г., със създаването на парламентарната комисия за информацията, която издава две списания – Шухо („Седмичен обзор“) през ноември 1936 г., и Шашин Шухо („Седмичен обзор в снимки“). Целта им е да се „разпространи съдържанието и смисъла на политиките на правителството до населението и те да бъдат правилно разбрани“.
Наследникът на Фумимаро Коное, Киичиро Хиранума предава контрола на движението на генерал Садао Араки през 1939 г., който разширява дейностите му, които включват набиране на средства за събирания, радио предавания, печатни пропагандни материали и семинари сред съседските организации Тонаригуми. Видни общественици са привлечени да правят изявления относно добродетели като пестеливост, хигиена, трудолюбие и да повдигнат духа на хората чрез националната гордост и патриотизъм.
На 20 декември движението е премахнато от американските окупационни власти след капитулацията на Япония.